# Staatsoper Unter den Linden
Le Staatsoper Unter den Linden (en français « Opéra d'État Unter den Linden ») est un des trois opéras de Berlin avec le Deutsche Oper Berlin et le Komische Oper Berlin. Il se trouve sur la Bebelplatz, le long de la célèbre avenue Unter den Linden au no 7.
Selon Voltaire, « les plus belles voix et les meilleurs danseurs » se produisaient à l'opéra Unter den Linden (1741-1743), si cher à Frédéric II et dessiné par Georg Wenzeslaus von Knobelsdorff.
L'édifice au portique corinthien, expression du néoclassicisme le plus pur, a connu une reconstruction pierre par pierre dans les années 1950, qui a vu son agrandissement et son élévation.
L'institution qui fonda la tradition musicale de Berlin poursuit sur la voie de l'excellence avec, depuis 2024, Christian Thielemann comme directeur musical.

## Histoire

### Débuts

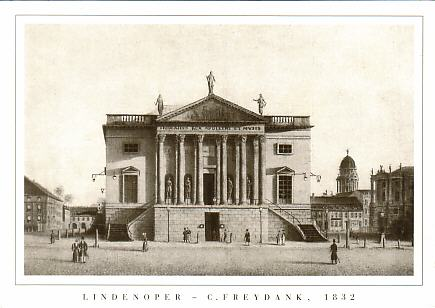
Staatsoper en 1832.

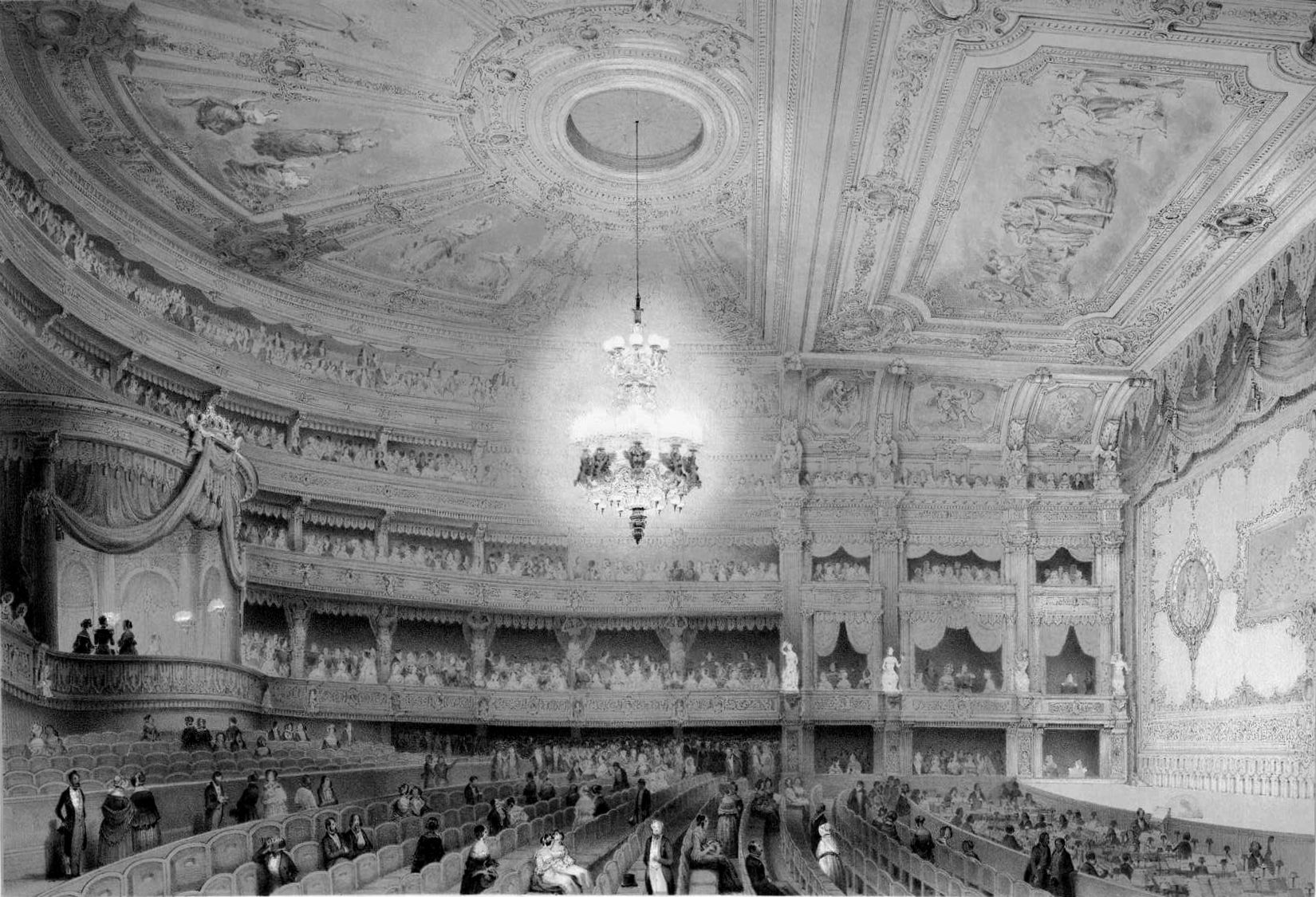
Staatsoper après la reconstruction de 1843.

Frédéric II de Prusse est le commanditaire de l'édifice d'origine. Les travaux de construction ont débuté en juillet 1741 avec ce qui était conçu pour être le premier volet d'un « Forum Fredericianum » (aujourd’hui la Bebelplatz). Bien qu'il ne soit pas entièrement achevé, l’opéra de cour (Hofoper) est inauguré avec une représentation de Cleopatra e Cesare de Carl Heinrich Graun, le 7 décembre 1742. Cet événement a marqué le début de 250 ans de coopération entre le Staatsoper et la Staatskapelle de Berlin, dont les racines remontent au XVIe siècle.
En 1842, Wilhelm Taubert crée la tradition des concerts symphoniques réguliers. La même année, Giacomo Meyerbeer succède à Gaspare Spontini au titre de directeur musical général. Felix Mendelssohn a également dirigé des concerts symphoniques cette année-là.
Le 18 août 1843, un incendie détruit le bâtiment d’origine. Reconstruit sur les plans de l’architecte Carl Ferdinand Langhans, il est inauguré l'automne suivant par une représentation de Ein Feldlager in Schlesien de Meyerbeer.
En 1849, on crée Les Joyeuses Commères de Windsor d’Otto Nicolai, sous la direction du compositeur lui-même.

### XXesiècle
À la fin du XIXe siècle et le début du XXe siècle, l'Opéra de Berlin a attiré de nombreux et illustres chefs d'orchestre, comme Felix Weingartner, Karl Muck, Richard Strauss et Leo Blech (de).
Après l'effondrement de l'Empire allemand en 1918, l'opéra a été rebaptisé  « Staatsoper Unter den Linden » et la « Königliche Kapelle » est devenue « Kapelle der Staatsoper ».
Dans les années 1920, Wilhelm Furtwängler, Erich Kleiber, Otto Klemperer, Alexander von Zemlinsky, Bruno Walter  occupent le poste de chef d'orchestre. En 1925, Wozzeck d’Alban Berg est dirigé par Erich Kleiber en présence du compositeur.
Après avoir fait l'objet d'une vaste rénovation, l’opéra est rouvert en avril 1928 par une nouvelle production de La Flûte enchantée. La même année, la célèbre basse russe Fédor Chaliapine et les  Ballets russes de Serge Diaghilev avec le chef d'orchestre Ernest Ansermet sont invités. En 1930, Erich Kleiber dirige la première de Christophe Colomb de Darius Milhaud.
Toutefois, en 1934, lors de la première exécution des pièces symphoniques de Lulu d’Alban Berg par Kleiber, les nationaux-socialistes provoquent un scandale et le chef est contraint à l'exil.
Sous Hitler les musiciens Juifs sont exclus. Beaucoup de musiciens allemands associés à l'opéra sont partis en exil, notamment les chefs Otto Klemperer et Fritz Busch. Au cours du Troisième Reich, Robert Heger, Herbert von Karajan et Johannes Schüler ont été Staatskapellmeister.
Le 24 novembre 1938 Werner Egk dirige la première nuit de son opéra Peer Gynt. Le 18 décembre, Herbert von Karajan dirige La Flûte enchantée de Mozart. Karajan fut Generalmusikdirektor du Staatsoper Unter den Linden entre 1941 et 1945.

#### Durant la Seconde Guerre mondiale
En 1939, Karajan monte Les Bourgeois de Calais de Rudolf Wagner-Régeny (de).
Le 21 octobre 1941, il dirige un concert symphonique avec la Staatskapelle à l’ancienne philharmonie. Cette année-là, l’opéra est bombardé.
Le 12 décembre 1942, pour la réouverture, Wilhelm Furtwängler dirige Les Maîtres Chanteurs de Nuremberg de Wagner.
En 1944, Joseph Goebbels proclame la « guerre totale ». Le Staatsoper est fermé. Le dernier spectacle (31 août) est Les Noces de Figaro de Mozart sous la direction de Johannes Schüler. La Staatskapelle poursuit ses concerts symphoniques. Les 4 et 5 octobre, Karajan dirige la 8e symphonie de Bruckner.
Le 3 février 1945, le bâtiment est de nouveau détruit. Les concerts sont transférés à l'Admiralspalast et au Schauspielhaus. Le 18 février, Karajan effectue son dernier concert symphonique avec la Staatskapelle dans la salle Beethoven.

#### Après-guerre
La seconde reconstruction prend beaucoup de temps, de 1945 à 1955. C’est de nouveau Les Maîtres Chanteurs de Nuremberg qui est monté pour la réouverture.
Après la construction du mur de Berlin en 1961, l'opéra, quoique isolé, maintient un répertoire  classique, romantique et contemporain.
La réunification allemande constitue une sorte de renaissance pour l’opéra d’État. Les œuvres baroques notamment sont mises à l’honneur : Cleopatra e Cesare, Crœsus (Reinhard Keiser) et Griselda (Vivaldi). Ces ouvrages sont interprétés sur des instruments d’époque  par le chef d'orchestre belge René Jacobs, avec l'Akademie für Alte Musik Berlin et le Freiburger Barockorchester.
Dans les années 1990, l'opéra est officiellement rebaptisé « Staatsoper Unter den Linden ».
En 1992, le chef d’orchestre Daniel Barenboim est nommé directeur musical. Au cours des Festtage 2002, il dirige un cycle Wagner en dix productions en collaboration avec le metteur en scène Harry Kupfer. Sa présence dans la maison a permis de lui donner très rapidement après la réunification un statut international ; Daniel Barenboim y assure également une saison de concerts beaucoup plus fournie que celles des orchestres d'autres opéras et y donne aussi des concerts en tant que pianiste. Les intendants placés à ses côtés ne peuvent que rester dans son ombre : Georg Quander reste en poste jusqu'en 2002 ; il est remplacé par le metteur en scène Peter Mussbach (de) en 2008. Le violent conflit qui oppose Mussbach et Barenboim en 2008 conduit au départ de Mussbach, remplacé après une période d'intérim par Jürgen Flimm (de), qui quitte pour cela la direction du festival de Salzbourg avant la fin de son mandat.

### XXIesiècle

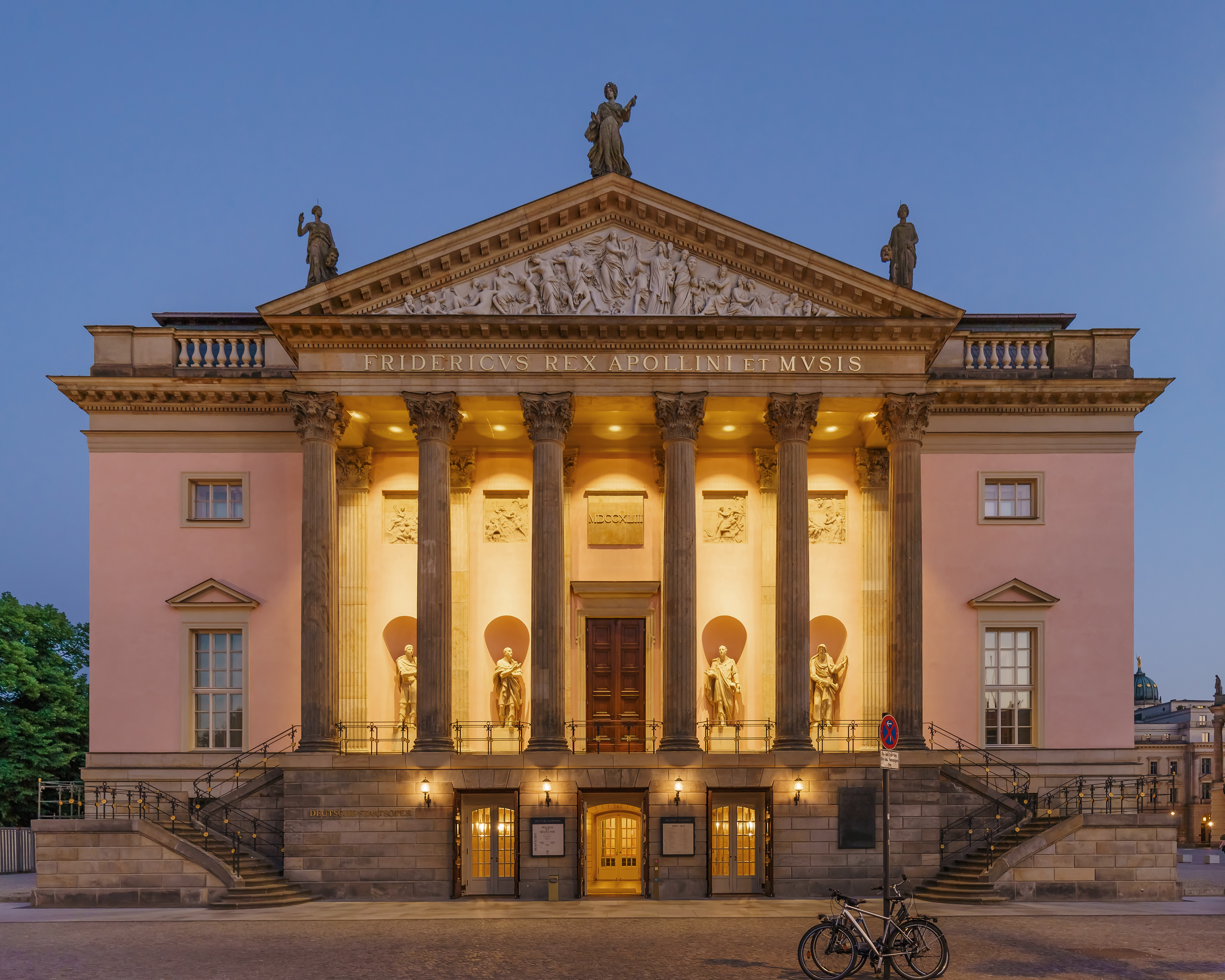
Staatsoper en 2018.

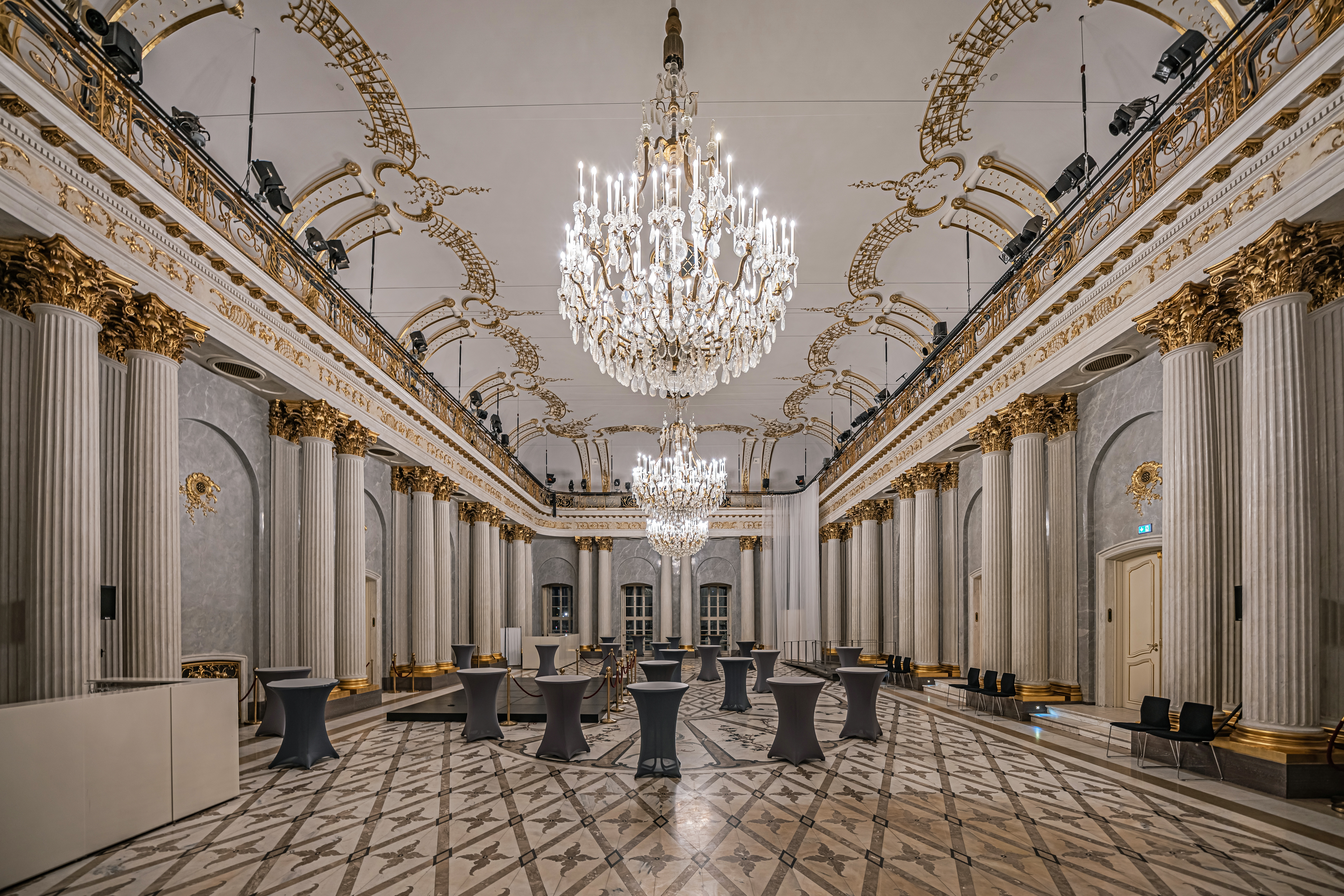
L'intérieur en 2021.

L'opéra nécessite de lourds travaux de réparation : les fondations du bâtiment, sa façade fissurée, la machinerie, ainsi que la mise aux normes de sécurité, font l'objet d'un programme d'investissement de 239 millions d'euros, qui rend nécessaire la fermeture de l'établissement à partir de mai 2010. Des améliorations sont également apportées à l'acoustique de la salle, et à la visibilité de la scène.
Dès le mois d'octobre 2010, les représentations sont données au Schillertheater à Charlottenburg, aménagé spécialement pour recevoir les 120 musiciens et la technique de scène, mais qui ne peut accueillir que 980 spectateurs.
Le Staatsoper réintègre sa salle « historique » le 3 octobre 2017, à la fin des travaux. Ce retour dans les murs devait être inauguré par une création du compositeur Wolfgang Rihm mais ce dernier, souffrant, ne put honorer son contrat et ce sont les Scènes de Faust de Robert Schumann qui furent données sous la direction de Daniel Barenboim, dans une mise en scène de Jürgen Flimm, et les artistes lyriques René Pape, Roman Trekel, Elsa Dreisig.  
Depuis sa réouverture, le Staatsoper Unter Den Linden a proposé des saisons variées et riches. Dès la première saison (2017-2018), l'opéra présente notamment trois nouvelles productions avec des distributions de prestige sous la direction de Daniel Barenboim : Macbeth avec Placido Domingo dans le rôle-titre et Anna Netrebko dans une mise en scène de Harry Kupfer, Falstaff dans une mise en scène de Mario Martone avec les débuts de Michael Volle dans le rôle-titre ou encore Tristan und Isolde dans une mise en scène de Dmitri Tcherniakov avec Andreas Schager et Anja Kampe. De nombreux concerts symphoniques sont également organisés, de même que des récitals lyriques. Les saisons suivantes verront les débuts de Sonya Yoncheva dans Médée de Cherubini, qui ouvre la saison le 7 octobre 2018. L'année suivante, la saison débute par la reprise de la Tétralogie de Wagner sous la direction de Daniel Barenboim, dans une mise en scène de Guy Cassiers. L'année 2021 est bousculée par les incessantes fermetures ou restrictions de jauge liées au Covid-19 et la nouvelle production de Lohengrin, mise en scène par Calixto Bieito, avec les débuts dans le rôle titre de Roberto Alagna, n'aura finalement droit qu'à une séance sans public, filmée et retransmise. Elle sera reprise l'année suivante avec Andreas Schager. La prochaine saison s'ouvrira à nouveau sur la Tétralogie, dans une nouvelle mise en scène de Dmitri Tcherniakov mais ne sera pas dirigée comme prévu par Daniel Barenboim, qui a dû renoncer pour des raisons sérieuses de santé. C'est Christian Thielemann et Thomas Guggeis qui prendront sa place. Christian Thielemann est nommé directeur musical le 27 septembre 2023 et succèdera à Daniel Barenboïm à partir de septembre 2024.

## Directeurs musicaux
- 1572-1582 Johannes Wesalius (Hofkapellmeister)
- 1609-1611 Johannes Eccard (Hofkapellmeister)
- 1612-1618 Nikolaus Zangius (Hofkapellmeister)
- 1618-1619 William Brade
- 1759-1775 Johann Friedrich Agricola
- 1775-1794 Johann Friedrich Reichardt (Hofkapellmeister)
- 1816-1820 Bernhard Anselm Weber
- 1820-1841 Gaspare Spontini
- 1842-1846 Giacomo Meyerbeer
- 1848-1849 Otto Nicolai
- 1871-1887 Robert Radecke (de) (Hofkapellmeister)
- 1888-1899 Joseph Sucher
- 1899-1913 Richard Strauss
- 1913-1920 Leo Blech (de) (Hofkapellmeister)
- 1923-1934 Erich Kleiber
- 1935-1936 Clemens Krauss
- 1941-1945 Herbert von Karajan
- 1948-1951 Joseph Keilberth
- 1951-1955 Erich Kleiber
- 1955-1962 Franz Konwitschny
- 1964-1990 Otmar Suitner
- 1992-2023[11] Daniel Barenboïm
- à partir de septembre 2024 Christian Thielemann[11]

## Directeurs

### Directeurs et chefs d'orchestre jusqu'en 1918
- 1743 : Baron von Götter und Ernst Maximilian, Baron von Reist Sweerts (appelé Baron de Schwertz)[12]
- 1742–1759 : Carl Heinrich Graun
- 1775–1794 : Johann Friedrich Reichardt
- 1796–1814 : August Wilhelm Iffland
- 1815–1828 : Carl von Brühl – le premier directeur de l'Opéra à avoir le titre de Intendant
- 1819–1841 : Gaspare Spontini – directeur général de la musique
- 1842–1846 : Giacomo Meyerbeer – directeur général de la musique, Felix Mendelssohn (Directeur des concerts symphoniques)
- 1847–1850 : Karl Theodor von Küstner (de), Wilhelm Taubert, Otto Nicolai
- 1851–1886 : Botho von Hülsen
- 1886–1903 : Bolko von Hochberg
- 1903–1918 : Georg von Hülsen-Haeseler

### Directeurs (à partir de 1918)
- 1918–1919 : Richard Strauss / Georg Droescher
- 1919–1925 : Max von Schillings
- 1925–1945 : Heinz Tietjen
- 1945–1952 : Ernst Legal
- 1952–1954 : Heinrich Allmeroth (de)
- 1954–1963 : Max Burghardt
- 1963–1984 : Hans Pischner
- 1984–1991 : Günter Rimkus (de)
- 1992–2003 : Georg Quander (de)
- 2003–2008 : Peter Mussbach (de)
- 2008–2009 : Ronald Adler (kommissarisch)
- 2010–2018 : Jürgen Flimm (de)
- depuis avril 2018 : Matthias Schulz (de)